# إرفينغ تاونسند
إرفينغ تاونسند (بالإنجليزية: Irv Townsend)‏ هو كاتب سير ومنتج أسطوانات وملحن أمريكي، ولد في 1920، وتوفي في 1981.

## وصلات خارجية
- إرفينغ تاونسند على موقع ميوزك برينز (الإنجليزية)
- إرفينغ تاونسند على موقع ديسكوغز (الإنجليزية)